# 云南舌蕨
云南舌蕨（学名：Elaphoglossum yunnanense）为鳞毛蕨科舌蕨属下的一个种，其种加词“yunnanense”意为“云南的”。产自中国云南及越南、马来西亚及印度。

## 特点
云南舌蕨叶片为鳞钻形或披针形，芒状尖头，侧脉明显。主要生产于云南省的次生林林缘，在中国海南、广东、越南、马来西亚、印度等地均有分布。